# ALBA

ALBA-länderna.

ALBA (Alianza Bolivariana para las Américas som betyder Bolivarianska Alliansen för Vårt Amerika) är en internationell organisation som bygger på mellanstatligt samarbete mellan latinamerikanska länder vad gäller sociala, politiska och ekonomiska frågor. ALBA strävar efter ömsesidigt handelsutbyte och ekonomisk hjälp samt social välfärd mellan de associerade länderna.

## Medlemmar
- Antigua och Barbuda
- Bolivia
- Dominica
- Grenada
- Kuba
- Nicaragua
- Saint Kitts och Nevis
- Saint Lucia
- Saint Vincent och Grenadinerna
- Venezuela

- Honduras (lämnade ALBA i januari 2010)
- Ecuador (lämnade ALBA 2018)

Observeratörer
- Haiti
- Iran
- Syrien